# Кулиев, Вагиф Джабраилович
Ваги́ф Джабраи́лович Кули́ев (укр. Вагіф Джабраілович Кулієв; 14 марта 1968) — советский и украинский футболист, защитник и нападающий.

## Карьера
С 1985 по 1986 год играл за бельцкую «Зарю», в 28 матчах забил 4 гола. С 1988 по 1989 год выступал за «Джезказганец», провёл 5 встреч. В 1991 году пополнил ряды клуба «Актюбинец», сыграл 21 матч и забил 2 мяча, после чего отправился в «Уралец», где и доиграл сезон, проведя 3 встречи и забив 2 гола.
С 1992 по 1993 год играл за «Уралец-АРМА» уже в Высшей лиге Казахстана, в 43 матчах забил 11 мячей. В 1995 году пополнил ряды луганской «Зари-МАЛС», в составе которой провёл 10 игр и забил 1 гол в Высшей лиге Украины.
В 1996 году выступал за клуб «СК Одесса», в 23 встречах первенства забил 7 мячей, и ещё 1 матч сыграл в Кубке Украины. В сезоне 1997 года защищал цвета «Кубани», провёл 7 игр в первенстве и 10 матчей за «Кубань-д» в Третьей лиге.

## После карьеры
После завершения карьеры профессионального футболиста продолжил играть на любительском уровне, выступал за команды города Одессы: ЗОР, «Лилия» и «Рыбак-Дорожник» (6 игр, 1 гол), а также в 2002 году за коллектив «Коммунальник» из Гуково (19 матчей, 7 мячей).